# Nuenen, Gerwen en Nederwetten
Nuenen, Gerwen en Nederwetten là một đô thị bao gồm làng Nuenen lớn hơn và hai làng liền kề nhỏ hơn. Đô thị này nằm ở tỉnh Noord-Brabant, khoảng 10 km về phía đông của Eindhoven, thành phố lớn thứ năm ở Hà Lan. Từ một nông dân thị trấn nhỏ hơn 1.000 cư dân vào năm 1950, Nuenen đã tăng trưởng dân số đều đặn khi những người làm cho Philips và Đại học Eindhoven (TUE) đã chọn Nuenen làm nơi ở mới của họ.
Eeneind, Gerwen, Nederwetten, Nuenen, Opwetten và Stad van Gerwen.
Vincent van Gogh đã ở hai năm 1883-1885 tại đô thị này.